# Кудряшов, Александр Иванович (генерал)
Александр Иванович Кудряшов (1901—1962) — советский военный деятель, начальник штаба Степного военного округа, генерал-лейтенант (11 июля 1945 года).

## Начальная биография
Родился 15 марта 1901 года в деревне Данилища Щетинской волости Череповецкого уезда Новгородской губернии (ныне Череповецкий район Вологодской области) в семье крестьянина.
В 12 лет поступил учеником в портновскую мастерскую в Санкт-Петербурге. До революции 1917 года учился и работал в мастерской. Работал извозчиком, затем - молотобойцем
в одной из мастерских Петропавловской крепости. Был активистом Юрской ячейки. С марта 1918 по 1919 год жил в деревне, где работал у местных кустарей-портных.

## Военная служба
В 1919 году добровольно вступил в Красную Армию. Место призыва Череповецкий РВК, Вологодская область, Череповецкий район. Окончил пехотные командные курсы, стрелковую школу.

### Гражданская война
Был зачислен в Череповецкий караульный батальон и направлен на Юго-Восточный фронт. В Тамбовской губернии в составе отряда красноармейцев борется с бандитизмом. Вскоре он назначен помощником командира взвода.
В начале 1920 года направлен на Воронежские пехотные командные курсы. После их окончания, назначен командиром роты. Участвует в борьбе с бандами атамана Антонова в районе города Борисоглебска.
В дальнейшем на Южном фронте в составе Кавказской армии воевал в Грузии и Северной Осетии против грузинских меньшевиков.

### Межвоенный период
В 1922 году окончил армейскую стрелковую школу при инспекции отдела Кавказской армии в Тифлисе, в 1926 году - Киевскую объединённую школу командного состава.
В 1934 году с отличием окончил Краснознамённую ордена Ленина Военную академию имени М. В. Фрунзе. После окончания академии получил назначение на должность начальника 1-й части Тираспольского укрепленного района, затем начальника штаба и в 1936 году - начальника штаба дивизии.

### Польский поход и война с Финляндией
Участник освобождения советскими войсками Западной Украины, в 1939 году полковник А. И. Кудряшов возглавляет штаб корпуса.
Принимает участие в Советско-финляндской войне (1939—1940) на Сортавальском направлении. За успешное выполнение задач стрелковым корпусом удостоился Ордена Красной Звезды.
Накануне войны, в 1941 году, успешно окончил Военную академию Генерального штаба РККА с присвоением звания генерал-майор.

### В Великую Отечественную войну
16 июля ГКО принял решение о строительстве Можайской линии обороны. Оперативную группу штаба возглавил генерал-майор Кудряшов.
Общая протяженность полосы составила 300 километров. В последующем был начальником штаба Московской зоны обороны, созданной для укрепления ближайших подступов к Москве. При его непосредственном участии была разработана система укреплений вокруг Москвы.
9 октября на базе Можайской линии обороны был сформирован Московский резервный фронт, подчинявшийся непосредственно Ставке. Кудряшова назначили начальником штаба. Его личные заслуги в деле обороны и защиты Москвы были отмечены орденом Ленина. 8 мая 1942 года за оборону столицы из рук Михаила Ивановича Калинина получил орден Ленина. До середины 1943 года он занимал должность начальника штаба обороны города Москвы. Был удостоен Ордена Кутузова 2-й степени.
В июле 1943 года назначен начальником штаба 4-й ударной армии в составе Калининского фронта. В составе 4-й Ударной армии он участвовал в освобождении Белоруссии, Прибалтики.
Летом 1944 года был отмечен орденом Кутузова 2-й степени. Командующий войсками 4-й ударной генерал-лейтенант Малышев, Пётр Фёдорович особо отметил усилия Александра Ивановича при прорыве сильно укрепленной оборонительной полосы противника в районе Ровное — Стариновичи, оборудованной железобетонными сооружениями и ДЗОТами.
В начале зимы 4-я ударная армия провела операцию по разгрому группировки противника в районе Мемель. О её успехах 28 января сообщил по радио Юрий Левитан: 

«Сегодня войска 1-го Прибалтийского фронта овладели литовским городом Клайпеда — важным портом и сильным опорным пунктом обороны немцев на побережье Балтийского моря, завершив тем самым полное очищение Литвы от фашистских захватчиков».— 
 Участием в Мемельской операции и капитуляцией окруженной группировки врага на Курляндском полуострове 8 мая 1945 года закончился его боевой путь в Великой Отечественной войне.

### После войны
Постановлением СНК СССР от 11 июля 1945 года  присвоено звание генерал-лейтенант
После войны был начальником штаба Среднеазиатского военного округа (Алма-Ата). После разделения округа в 1945-1946 г. был начальником штаба Степного военного округа.
С мая 1946 года работал заместителем начальника Главного оперативного управления Генерального штаба Советской Армии.
В 1952 году вышел в отставку по по ст. 59 б (по состоянию здоровья) в звании генерал-лейтенанта.
Скончался 16 сентября 1962 года. С воинскими почестями был похоронен на Новодевичьем кладбище в Москве.

## Награды
- Орден Ленина (26.4.1942)[1][8]
- Орден Ленина (21.2.1945)[9]
- двумя ордена Красного Знамени (10.3.1943, 3.10.1943)[9]
- двумя ордена Кутузова II степени (22.7.1944, 10.11.1943)[6][10]
- Орден Красной Звезды (28.5.1945)[11]
- Медали, в том числе «За оборону Москвы», «За победу над Германией»[12] и «Китайско-Советская дружба»

## Память
- На могиле установлен надгробный памятник[13].
- Его имя увековечено в Главном Храме Вооружённых сил России, и навсегда запечатлено на мемориале Александр Иванович Кудряшов «Дорога памяти»